# Боарта (Сибињ)
Боарта (рум. Boarta) насеље је у Румунији у округу Сибињ у општини Шеика Маре. Oпштина се налази на надморској висини од 336 m.

## Становништво
Према подацима из 2002. године у насељу је живело 451 становника.

### Попис2002.
| Расподела становништва по националности 2002.‍ | Расподела становништва по националности 2002.‍ | Расподела становништва по националности 2002.‍ | Расподела становништва по националности 2002.‍ | Расподела становништва по националности 2002.‍ |
| --------------------------------------------- | --------------------------------------------- | --------------------------------------------- | --------------------------------------------- | --------------------------------------------- |
|                                               |                                               |                                               |                                               |                                               |
| Румуни                                        | Румуни                                        |                                               | 320                                           | 71,6%                                         |
| Мађари                                        | Мађари                                        |                                               | 127                                           | 28,4%                                         |